# Peter Weigl
Peter Weigl (* 2. August 1960 in Rechberghausen)  ist ein deutscher Verwaltungsjurist. Seit April 2011 ist er Direktor beim Bundesverfassungsgericht.

## Leben
Peter Weigl wurde am 2. August 1960 in Rechberghausen geboren. Weigl studierte Rechtswissenschaften an der Universität Tübingen. Er legte das erste und das zweite juristische Staatsexamen ab und begann 1989 im Bundesministerium des Innern zu arbeiten. Zunächst arbeitete er im Referat für Wahlrecht und Parteienrecht und war beispielsweise an den Verhandlungen des Einigungsvertrag beteiligt. 1992 bis 1995 war Weigl Persönlicher Referent des Staatssekretärs. 1995 wurde er Leiter des Referates Wahlrecht und Parteienrecht. Im Jahr 2000 wurde er Abteilungsleiter der Verwaltung für die Bereiche Personal, Recht, Organisation, Haushalt sowie Bau- und Liegenschaften im Bundesgrenzschutzpräsidium Süd in München. Von 2005 bis 2007 war er Vizepräsident des Bundespolizeipräsidium Süd. Im März 2007 wurde Peter Weigl Vizepräsident des Statistischen Bundesamtes. Im selben Jahr wurde er außerdem zum stellvertretenden Bundeswahlleiter ernannt. Als Nachfolger von Elke Luise Barnstedt wurde er zum 1. April 2011 Direktor beim Bundesverfassungsgericht und als solcher Leiter die Verwaltung des obersten deutschen Gerichts.
Peter Weigl ist verheiratet.